# Милан Гаїч (футболіст, 1996)
Милан Гаїч (серб. Milan Gajić / Милан Гајић, нар. 28 січня 1996, Вуковар) — сербський футболіст хорватського походження, захисник та півзахисник російського клубу ЦСКА та національної збірної Сербії.
Виступав, зокрема, за клуби ОФК (Белград) та «Бордо», а також молодіжну збірну Сербії.

## Клубна кар'єра
Народився 28 січня 1996 року в місті Вуковар (нині — Хорватія), з якого у ранньому віці переїхав у місто Панчево (нині — Сербія). Вихованець футбольної школи клубу ОФК (Белград). Дорослу футбольну кар'єру розпочав 2013 року в основній команді того ж клубу, в якій провів два сезони, взявши участь у 46 матчах чемпіонату. Більшість часу, проведеного у складі ОФК (Белград), був основним гравцем команди.
22 липня 2015 року перейшов у французьке «Бордо» і за перший сезон встиг відіграти за команду з Бордо лише 9 матчів в національному чемпіонаті.
В лютому 2019 року Гаїч повернувся до Сербії, де підписав контракт на три з половиною роки з белградським клубом «Црвена Звезда».
Після закінчення контракт з сербським клубом Гаїч як вільний агент перейшов до московського ЦСКА.

## Виступи за збірні
2012 року дебютував у складі юнацької збірної Сербії, разом з якою був учасником юнацького (U-19) Євро-2014, дійшовши з командою до півфіналу. Всього взяв участь у 18 іграх на юнацькому рівні.
Протягом 2014—2015 років залучався до складу молодіжної збірної Сербії, разом з якою став переможцем молодіжного чемпіонату світу 2015 року. Загалом на молодіжному рівні зіграв у 36 офіційних матчах, забив 2 голи.
| Дата      | Місто   | Господарі | Результат | Гості    | Турнір            | Голи | Примітки |
| --------- | ------- | --------- | --------- | -------- | ----------------- | ---- | -------- |
| 24-3-2021 | Белград | Сербія    | 3 – 2     | Ірландія | Відбір до ЧС 2022 | -    |          |
| Усього    |         | Матчів    | 1         |          | Голів             | 0    |          |

## Досягнення
- Молодіжний чемпіонат світу (1):

Сербія U-20: 2015
- Чемпіон Сербії (4):

«Црвена Звезда»: 2018-19, 2019-20, 2020-21, 2021-22
- Володар Кубка Сербії (2):

«Црвена Звезда»: 2020-21, 2021-22
- Володар Кубка Росії (2):

ЦСКА: 2022-23, 2024-25
- Володар Суперкубка Росії (1):

ЦСКА: 2025